# Ritzing, Burgenland
Ritzing är en ort och kommun i Österrike. Den ligger i distriktet Oberpullendorf i förbundslandet Burgenland, i den östra delen av landet, 70 km söder om huvudstaden Wien. Kommunen gränsar i norr till Ungern.